# Périgord (IGP)
Pour les articles homonymes, voir Périgord (homonymie).
Le périgord, appelé vin de pays du Périgord jusqu'en 2009, est un vin français d'indication géographique protégée (le nouveau nom des vins de pays) de zone du vignoble du Sud-Ouest, produit dans le département de la Dordogne.

## Origine
L'histoire de ce vignoble possède de nombreux points communs avec celui du vignoble de Bergerac (implantation dès l'époque gallo-romaine, transport du vin par gabarres sur la Dordogne vers Bordeaux…) 

### Histoire du vin en Périgord
Si l'implantation de la vigne a commencé lors de la colonisation romaine et s'est poursuivie, durant tout le Moyen Âge, grâce aux ordres monastiques, elle subit de profonds dommages tout au cours de la guerre de Cent Ans et des guerres de religion. Les cartes du XVIIIe siècle montrent que la vigne se situait dans la vallée de la Dordogne essentiellement autour de Bergerac et de Domme. Actuellement, le vignoble se concentre sur le canton de Domme et s'étend dans le Bergeracois.

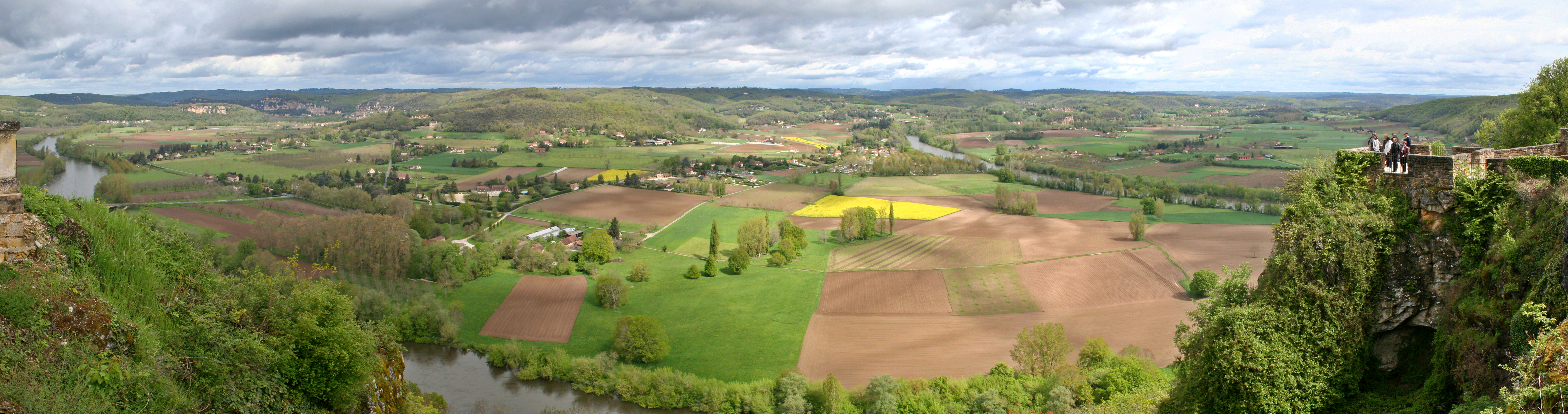
Le vignoble de Domme dans la vallée de la Dordogne

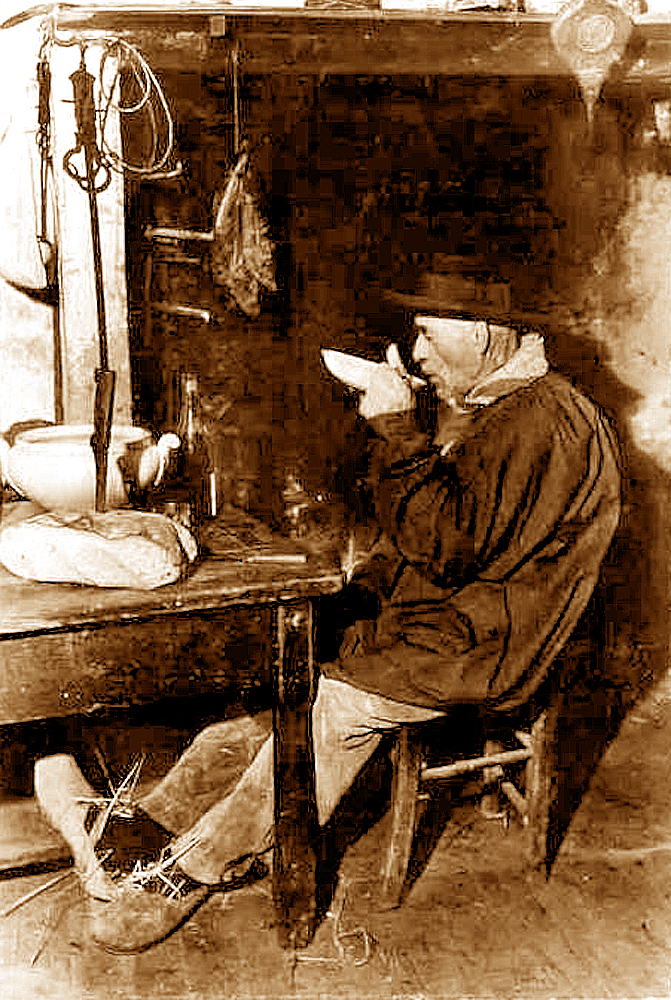
Chabrol en Périgord

Au début du XIXe siècle, André de Fayolle notait : « vers Domme, Belvès et Monpazier, les vins sont très colorés et se rapprochent beaucoup de ceux de Cahors. On les envoie à Libourne, Bordeaux et même dans le nord ; ils servent à couper les vins légers et moins chargés en couleur ». Mais le phylloxéra va décimer le vignoble qui comptait alors plus de 2 800 hectares. La Première Guerre mondiale va accélérer la décadence et empêcher le renouveau du vignoble. Ce n'est qu'en 1993 qu'une association composée de viticulteurs, de techniciens agricoles et d'élus locaux se constitue et va permettre la reconstitution du vignoble.
En dépit de ces vicissitudes, une tradition a survécu dans tout le Périgord, c'est celle du chabrot ou chabrol. Une fête, en l'honneur de cette vieille pratique vigneronne, se déroule chaque année à Calviac-en-Périgord, au cours des week-ends du mois d'août. 
Outre le Périgord Vert, le Périgord Blanc et le Périgord Noir, s'est popularisée depuis les années 1990, la dénomination Périgord Pourpre qui souligne les teintes de la vigne automnale. Cette zone correspond à l'arrondissement de Bergerac, moins les cantons de Sainte-Alvère et du Buisson, mais inclus celui de Villefranche-du-Périgord. De Saint-Michel-de-Montaigne jusqu'à Villefranche-du-Périgord, en passant par Bergerac, ce Périgord viticole compte, entre autres, les communes de Montcaret, de Vélines, de Sigoulès, d’Issigeac, de Monbazillac, de Lalinde, de Beaumont, de Monpazier et d'Eymet.

## Situation géographique
Elle correspond au sud du département de la Dordogne, c'est-à-dire à l'arrondissement de Bergerac, ainsi qu'à une commune du Lot.

### Géologie et orographie
La nature des sols reflète l'étendue du vignoble. Le calcaire lacustre de la roche-mère du sud-est donne un sol brun avec des cailloux calcaires. L'épaisseur est variable. L'érosion a mis à nu des sédiments de graviers, de sables et d'argiles qui se sont accumulés dans les dépressions de la Double, du Landais, de la Bessède, ainsi qu’aux alentours de Villefranche-de-Lonchat. 
Au nord de la rivière Dordogne, la roche-mère est constituée de sables et argiles à graviers; elles donnent des sols bruns délavés acides avec une accumulation de minéraux en profondeur créant un horizon imperméable appelé « tran ». Dans le Bergeracois, on trouve des sédiments sous forme de molasses, qui alternent avec des dépôts de calcaires lacustres durs de l'ère tertiaire. 
Au sud-ouest, des boulbènes constituées de sables et limons lessivés donne un sol pauvre parfois battant. À l'ouest, une roche-mère calcaire d'origine marine, donne des sols bruns à cailloux calcaires. Ce sont les mêmes sols que ceux des appellations de l'est de la Gironde (saint-émilion, côtes-de-castillon, côtes-de-franc…). De part et d'autre de la Dordogne, la rivière a déposé des alluvions de graviers au cours du quaternaire en terrasses. Ce sont des sols acides et peu fertiles, bien draînants.

### Climatologie
| Mois                              | jan. | fév. | mars | avril | mai  | juin | jui. | août | sep. | oct. | nov. | déc. | année |
| --------------------------------- | ---- | ---- | ---- | ----- | ---- | ---- | ---- | ---- | ---- | ---- | ---- | ---- | ----- |
| Température minimale moyenne (°C) | 1,3  | 1,8  | 3    | 5,1   | 9,1  | 12,1 | 14,1 | 13,6 | 10,8 | 8,1  | 4    | 2,2  | 7,1   |
| Température maximale moyenne (°C) | 9,3  | 11,3 | 14,3 | 16,7  | 20,8 | 24,1 | 27,1 | 27,1 | 23,8 | 18,8 | 12,8 | 10,1 | 18,1  |
| Ensoleillement (h)                | 95   | 112  | 181  | 176   | 218  | 218  | 243  | 249  | 183  | 127  | 88   | 76   | 1 964 |
| Précipitations (mm)               | 52   | 63   | 42   | 80    | 68   | 73   | 53   | 66   | 79   | 71   | 80   | 82   | 808,2 |

Le nombre de jours de pluie est de 116, ceux de beau temps de 196 réparti entre 123 jours de faible ensoleillement et 73 jours de fort ensoleillement.
Le climat de ce terroir viticole est océanique tempéré. Les précipitations sont bien réparties durant la période de végétation de la vigne. Le mois d'avril est humide, favorisant la pousse de la vigne et éloignant les gelées printanières dévastatrices. L'été est chaud et relativement sec, conditions nécessaires à une bonne maturité. Quatre mois consécutifs de mai à août dépassent le seuil de 200 heures d'ensoleillement. Ce qui fournit l'énergie indispensable à la photosynthèse. Septembre et octobre conditionnent les grands millésimes. Le sec en septembre concentre les arômes du raisin et une humidité modérée en octobre favorise le développement de la pourriture noble indispensable à l'élaboration des grands vins liquoreux. Les pluies de novembre et décembre permettent de reconstituer les réserves en eau du sol. Profitant d'un climat très doux, et grâce à la fertilité des alluvions de la vallée de la Dordogne, les cultures méridionales prospèrent, en particulier la vigne sur les reliefs vallonnés de calcaire et de molasse.

## Vignoble

### Présentation
Cette IGP concerne toutes les communes du département de la Dordogne, et la commune de Salviac, dans le département du Lot. Ces vins peuvent indiquer l’unité géographique « Dordogne » quand ils sont élaborés uniquement dans ce département. Par contre « La récolte des raisins, la vinification et l’élaboration des vins bénéficiant de l‘indication géographique protégée « Périgord » complétée du nom de l’unité géographique « Vin de Domme » doivent être réalisées sur le territoire des communes suivantes » : Bouzic, Campagnac-lès-Quercy, Castelnaud-la-Chapelle, Cénac-et-Saint-Julien, Daglan, Domme, Florimont-Gaumier, Groléjac, Nabirat, Saint-Aubin-de-Nabirat, Saint-Cybranet, Saint-Laurent-la-Vallée, Saint-Martial-de-Nabirat, Saint-Pompont, Veyrines-de-Domme (toutes dans la Dordogne), et Salviac (dans le Lot).

### Encépagement
Les cépages autorisés sont ceux de la liste des cépages recommandés dans le département de la Dordogne. Les rouges sont assemblés à partir de cabernet-sauvignon N, de cabernet-franc N et de merlot N, parfois complété de Côt N, plus rarement du fer servadou N ou le mérille N. Ils ont souvent une couleur sombre, un bouquet généreux et des saveurs corsées. 
Les blancs sont assemblés à partir des cépages sémillon B, sauvignon blanc B et gris G, muscadelle B essentiellement, auxquels s'ajoutent parfois ugni blanc B, ondenc B et chenin B.

## Sources